# Pseudopoda fissa
Pseudopoda fissa là một loài nhện trong họ Sparassidae.
Loài này thuộc chi Pseudopoda. Pseudopoda fissa được miêu tả năm 2005 bởi Peter Jäger & Vedel.